# 奧澤拉 (布魯西利夫區)
50°9′19″N 29°19′30″E / 50.15528°N 29.32500°E
奧澤拉（烏克蘭語：Озера）是烏克蘭北部的村莊，隸屬日托米爾州的日托米爾區。該村始建於1735年，面積13.04平方公里，海拔高度198米，2001年人口299，人口密度每平方公里22.93人。